# Seventh Avenue (stacja metra na Culver Line)
Seventh Avenue – stacja metra nowojorskiego, na linii F i G. Znajduje się w dzielnicy Brooklyn, w Nowym Jorku i zlokalizowana jest pomiędzy stacjami Fourth Avenue oraz 15th Street – Prospect Park. Została otwarta 7 października 1933.